# Gamma-Gerät
Vous lisez un « bon article » labellisé en 2022.
Le Gamma-Gerät, ou 42 cm kurze Marinekanone 12, est un obusier de siège allemand de calibre 420 mm. Il est développé par Krupp à la demande de l'armée impériale allemande entre 1906 et 1910, afin de répondre aux nouveaux forts français, belges et russes en béton armé. Produit à dix exemplaires, il est utilisé pendant la Première Guerre mondiale, notamment lors des sièges de  Maubeuge, d'Anvers et de Verdun. Un exemplaire ayant survécu à cette guerre est réassemblé par les Allemands en 1937. Remis en service dans la Wehrmacht au début de la Seconde Guerre mondiale, il participe aux attaques contre la ligne Maginot, les forteresses de Liège et Sébastopol.
Lors de sa conception, les ingénieurs allemands privilégient la puissance de feu aux dépens de la mobilité. Il en résulte une pièce massive, qui doit être installée sur des fondations et ne peut être déplacée que par voie ferrée. Par conséquent, sa capacité opérationnelle se trouve limitée lors des deux guerres par des problèmes logistiques, qui lui font généralement préférer d'autres modèles plus mobiles. Malgré sa puissance de feu, le Gamma-Gerät montre rapidement ses limites : les grands forts de Verdun se révèlent imperméables à ses tirs, tandis que son manque de précision le rend peu efficace contre les petits ouvrages qui ne sont détruits qu'au prix d'un long et coûteux bombardement.

## Historique

### Contexte
Dans la deuxième moitié du XIXe siècle, l'artillerie et les fortifications entrent dans une phase d'évolution rapide, liée aux progrès technologiques. D'un côté, les pièces d'artillerie bénéficient de la généralisation du canon rayé, du chargement par la culasse et des systèmes d'absorption de recul. Les munitions connaissent également des évolutions considérables, avec l'invention de la poudre sans fumée et l'amélioration des fusées à retard. De l'autre côté et en réponse, les fortifications abandonnent le principe des grands forts au profit de ceintures fortifiées comprenant de nombreux petits ouvrages, tandis qu'au niveau architectural les maçonneries et les terrasses laissent place au béton armé et aux coupoles blindées.
Les Allemands délaissent cependant l'artillerie lourde après leur victoire lors de la guerre de 1870, lui préférant l'artillerie de campagne, et se contentent de leurs anciens obusiers de 15 cm et de 21 cm pour l'attaque des places fortifiées. Ils réalisent toutefois à la fin des années 1880 que ces armes ne sont plus en mesure de lutter contre les nouveaux forts français, belges et russes, ce qui place l'Allemagne en danger d'être encerclée par une ceinture hermétique. L'Artillerie-Prüfungskommission (APK), organisme supervisant le développement et la production de l'artillerie pour l'armée allemande, est alors chargée de développer une gamme de pièces d'artillerie de siège, tâche pour laquelle un partenariat est établi avec l'entreprise d'armement Krupp. Cette association donne naissance au 30,5 cm Beta-Gerät en 1893, mais celui-ci se révèle rapidement trop peu puissant. Les Allemands se tournent alors vers les calibres supérieurs à 40 cm.

### Développement et production
L'APK et Krupp commencent à développer le 42 cm kurze Marinekanone 12, dit Gamma-Gerät, en 1906. L'entreprise livre un premier prototype en mai 1909, mais celui-ci est refusé en raison de son échec au test de perforation de blindage : alors que la spécification exige que les obus doivent être en mesure de traverser une plaque d'acier de trente centimètres d'épaisseur, ils ne parviennent qu'à la fissurer, sans pouvoir passer au travers. Ce défaut est néanmoins rapidement corrigé et le canon passe avec succès l'épreuve en janvier 1910.
Malgré de fortes réserves d'une partie du commandement allemand en raison de la très faible mobilité de la pièce, et après de vifs échanges avec Krupp concernant le financement du développement, l'APK passe commande d'un premier exemplaire en 1910, puis d'un second en 1911. Deux sont encore commandés en mars 1912 et un dernier en juillet de la même année. Cinq autres exemplaires sont produits pendant la guerre, ainsi que dix-huit tubes de rechange. La conception de toutes les pièces est identique, mais certaines, notamment la batterie « Hauptmann Becker », sont modifiées sur le terrain afin de les équiper d'une casemate blindée destinée à protéger les servants contre d'éventuels tirs de contrebatterie,.

### Organisation
L'artillerie de siège de l'armée impériale allemande est organisée différemment de son artillerie de campagne. En effet, avant le déclenchement des hostilités, les batteries de siège n'existent que sur le papier ; les équipages s'entraînent ainsi individuellement et non en tant qu'unité. Ce n'est qu'au moment où l'ordre de mobilisation est émis que les batteries sont réellement formées. Elles sont alors assignées par l'Oberste Heeresleitung à une armée, sous forme d'unité indépendante, puis les armées les assignent à un corps d'armée.
Les batteries comprenant des Gamma-Gerät ou des M-Gerät sont désignées par le terme KMK, pour kurze Marinekanone (« canon court de marine »), suivi d'un chiffre. Deux batteries de Gamma-Gerät sont formées au début de la guerre, KMK 1 et KMK 2, chacune comprenant deux pièces. Une nouvelle batterie, KMK 4, est formée dès octobre 1914, mais celle-ci ne dispose que d'un seul canon. Il faut attendre ensuite 1916 pour que trois nouvelles batteries soient créées au début de l'été : KMK 8, KMK 9 et KMK 11, les deux dernières ne comptant qu'un seul tube alors que la première en possède deux,.

### Histoire opérationnelle

#### Première Guerre mondiale

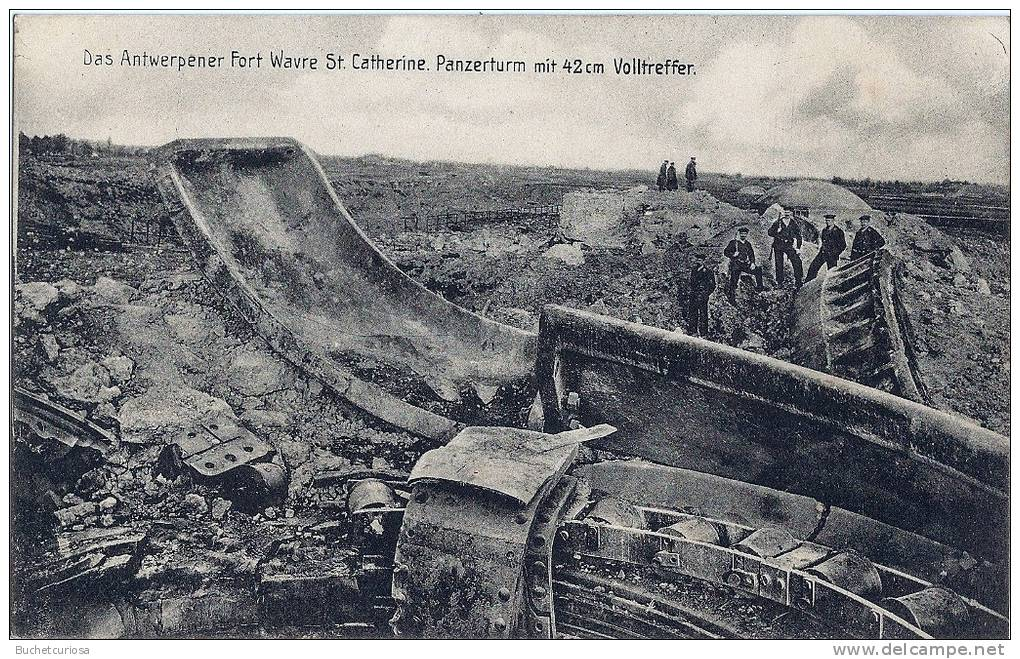
Coupole blindée du fort de Wavre-Sainte-Catherine détruite par un obus de 42 centimètres en septembre 1914.

Les débuts du Gamma-Gerät, en août 1914, sont décevants. L'une des deux batteries, KMK 1, qui aurait dû participer au siège de Namur, ne peut arriver sur place du fait des dommages subis par le réseau ferré. L'autre, KMK 2, qui participe à l'attaque sur le Fort Manonviller, est contrainte de cesser le feu en raison de problèmes mécaniques après avoir tiré seulement 158 obus.

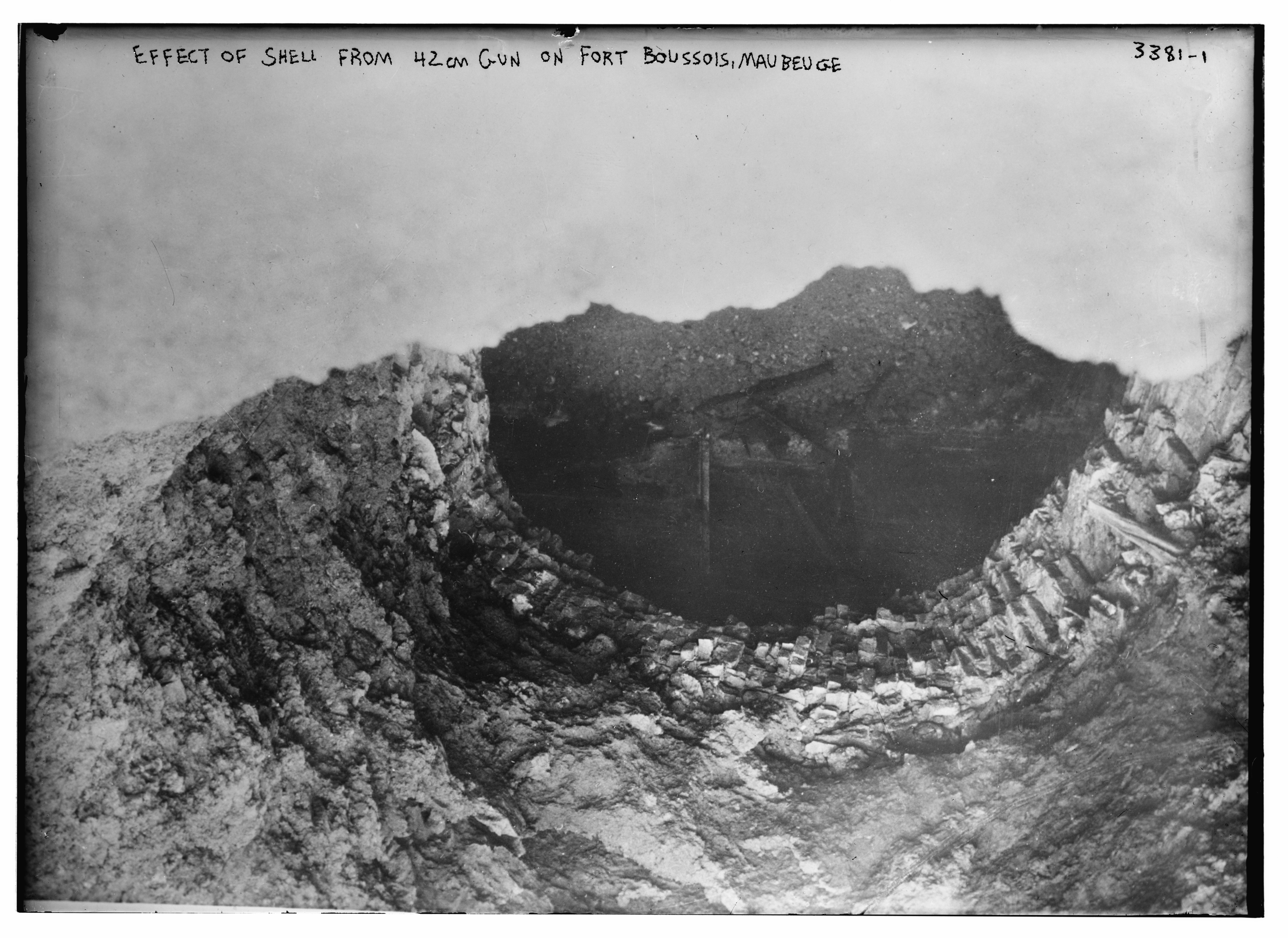
Impact causé par un obus de 42cm sur le Fort Boussois à Maubeuge en 1914.

La batterie KMK 2 est ensuite utilisée au  siège de Maubeuge, contre les forts Leveau, Héronfontaine et Cerfontaine ; de conception ancienne en maçonnerie, ceux-ci ne résistent que quelques heures avant de se rendre ou d'être abandonnés. La batterie se déplace ensuite à Anvers contre le fort Wavre-Sainte-Catherine, qui se rend le 29 septembre après seulement deux jours de bombardement. Pendant celui-ci, un obus pénètre notamment une coupole d'artillerie blindée de 30 cm d'épaisseur avant d'exploser à l'intérieur. Les tirs se concentrent ensuite sur le fort de Koningshooikt, dont la reddition est presque immédiate,.
Au début de l'année 1915, KMK 1 est envoyée sur le front de l'Est, en Pologne, contre la forteresse d'Osowiec, où les canons arrivent le 27 février 1915. L'artillerie de siège se révèle toutefois inefficace en raison de l'absence d'observateurs, ce qui contraint les servants à tirer à l'aveugle. Les Gamma-Gerät participent plus tard au siège des forts de Kaunas, en Lituanie et ils sont également présents lors de la traversée du Danube, au début du mois d'octobre 1915, pendant laquelle KMK 1 endommage le château de Smederevo.
Sur le front de l'Ouest, KMK 1 est utilisée en mai 1915 pour détruire le viaduc de Dannemarie, sur les lignes de ravitaillement des Français. L'engagement majeur des Gamma-Gerät est toutefois Verdun, où pas moins de cinq pièces sont mises en batterie. Malgré cette concentration, le résultat du bombardement sur les forts de Douaumont, Vaux, Moulainville et Souville n'est pas concluant : les obus détruisent bien les petits ouvrages extérieurs, mais ne parviennent pas à traverser l'épaisse cuirasse des forts principaux. Plus problématique, des munitions défectueuses endommagent trois Gamma-Gerät en explosant prématurément dans les tubes. Par la suite, du fait de l'enlisement du front et de l'absence de cible adaptée, les Gamma-Gerät ne sont plus employés que dans des actions mineures. Les difficultés logistiques associées à ces énormes canons conduisent alors à ce que certaines batteries soient rééquipées avec des pièces plus légères.

#### Seconde Guerre mondiale
En 1937, Krupp assemble un Gamma-Gerät sur son terrain d'essai de Meppen. La manière dont l'entreprise est parvenue à dissimuler cette pièce à la fin de la Première Guerre mondiale demeure incertaine ; il n'est notamment pas établi s'il s'agit d'un canon déjà existant ou d'un nouvel exemplaire construit à partir de pièces détachées.
Lorsque la Seconde Guerre mondiale éclate, les Allemands manquent d'artillerie de siège pour s'attaquer aux forts belges et français, les Karl et Gustav-Gerät n'étant pas encore prêts. Le Gamma reprend donc du service sur le front de l'Ouest au sein de la batterie 820 du Schwere Artillerie Abteilungen 800,. Il est alors utilisé contre les forts de Liège, mais cause peu de dégâts, le gros des dommages étant le fait de l'aviation. En juin, il est envoyé dans la Sarre pour attaquer la ligne Maginot. Le premier assaut a lieu le 14 juin : au cours d'un bombardement de 90 minutes par un millier de pièces, le Gamma-Gerät est le seul à obtenir un succès en touchant une casemate, les autres canons de siège manquant leurs cibles. De manière générale, la performance de l'artillerie lourde sur l'ensemble de la campagne est décevante, aucun ouvrage de la ligne Maginot n'étant sérieusement endommagé en dépit du grand nombre d'obus tirés. Après la reddition de la France, le Gamma-Gerät est mis en réserve.
L'obusier est utilisé plus tard lors du siège de Sébastopol en 1942, en tant qu'unique pièce de la batterie 459, tirant 188 obus sur les positions dites de l’Ölberg et de l'Eisenbahnberg, près du fort Maxim Gorky I. Là encore, le bilan général de l'artillerie de siège est mitigé, la majorité des projectiles ayant raté leur cible,. La pièce est ensuite à nouveau déplacée pour participer à l'attaque contre la base navale de Kronstadt, mais elle n'est finalement pas utilisée. Elle est alors remplacée au sein de la batterie par trois canons français et envoyée à Hillersleben pour servir de banc d'essai. Son destin ultérieur est inconnu,.

## Caractéristiques

### Description
Le Gamma-Gerät est une pièce à affût sur fondations. Semblable au Beta-09, mais bien plus grand, le Gamma est particulièrement massif, avec une masse d'environ 150 t et une hauteur de 4,25 m au-dessus du sol. Son tube mesure 6,47 m pour un diamètre intérieur de 42 cm, soit 16 calibres. Le tir est effectué par la traction d'un cordon déclencheur, mais un dispositif de sécurité bloque son fonctionnement lorsque l'arme n'est pas pointée dans une plage de hausse comprise entre 43° et 66°. Le recul est absorbé par deux imposants freins de recul hydropneumatiques montés sur la partie supérieure du tube.

### Transport et emplacement
Le transport de l'arme ne peut s'effectuer que par voie ferrée. Afin de faciliter la manutention et la mise en place, la pièce est divisée en sept éléments pesant de 20 à 25 t chacun. Pour les mêmes raisons, les wagons de transport sont chargés dans un ordre précis, afin de minimiser les manœuvres. Le wagon de tête contient ainsi le bois pour les fondations, le deuxième les rails pour le portique, puis le troisième le portique lui-même. Viennent ensuite les deux parties des fondations en acier, chacune dans un wagon, puis l'embase ; le septième wagon porte l'affût, le huitième le berceau du tube, qui se trouve lui-même dans le wagon suivant. Viennent enfin en dernier la plateforme et l'ascenseur à munitions. Il y a donc pour chaque pièce dix wagons, auxquels il faut encore ajouter ceux nécessaires au transport du personnel, des outils et des munitions. Une batterie typique comme KMK 1 comptant deux pièces, son convoi de transport compte une quarantaine de wagons, sans compter ceux amenant le matériel destiné à la pose de la voie ferrée permettant d'accéder à l'emplacement.
La première étape de l'installation d'une batterie de Gamma-Gerät consiste à sélectionner un emplacement adapté : les positions situées dans une forêt ou masquées par une colline sont privilégiées, afin de rendre leur localisation plus difficile par les observateurs adverses. Plusieurs facteurs limitent néanmoins les choix possibles. Tout d'abord, il faut rester à proximité relative d'une voie ferrée, les pièces ne pouvant être acheminées que par rail ; ensuite, l'imprécision du tir augmentant avec la distance, il est nécessaire de rester suffisamment près de la cible. Cette proximité avec la cible présente l'inconvénient de mettre les canons à portée de possibles tirs de contre-batterie. Afin d'atténuer le risque que l’ensemble des pièces d’une même batterie soit neutralisé par ces tirs, celles-ci sont disposées à des distances de plus en plus importantes les unes des autres au fur et à mesure de l'avancée de la guerre, parfois jusqu'à un kilomètre.
Une fois l'emplacement sélectionné, il faut créer une voie ferrée provisoire pour pouvoir amener le matériel sur le site, comprenant plusieurs voies de garage et de service pour permettre de manœuvrer les wagons. Ensuite, après avoir supprimé la végétation si nécessaire, il faut préparer les fondations en creusant une fosse de 2,25 m de profondeur, dont les parois sont renforcées de bois et le fond garni de poutres de 50 cm de large boulonnées ensemble. L'installation d'un portique de 25 tonnes complète l'étape de préparation, avant le montage de la pièce à proprement parler. Celui-ci débute par l'installation des fondations en acier, qui sont en deux parties et posées sur les poutres au fond de la fosse. L'embase, qui doit recevoir le reste du canon, est ensuite boulonnée sur les poutres. L'ascenseur à munition et la passerelle sont assemblés en dernier. Sans compter la pose des voies d'accès, l'installation prend au moins une journée si toutes les conditions sont favorables, ce qui arrive rarement.

### Munitions

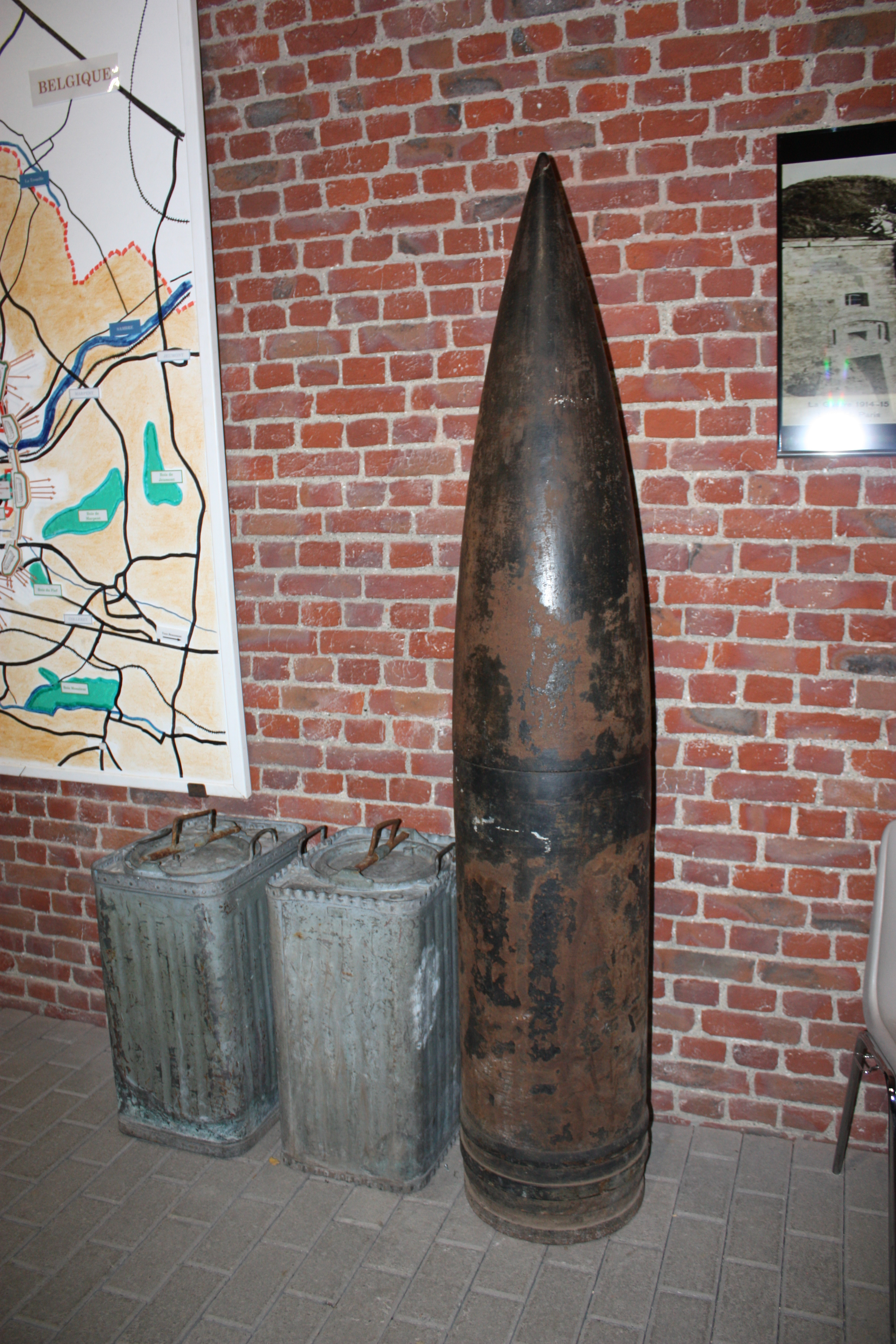
Obus allemand de 42 cm.

Les munitions du Gamma-Gerät sont séparées en deux parties : le projectile, ou obus, d'un côté et la charge propulsive de l'autre. Celle-ci prend la forme de petits sacs contenant la poudre, disposés dans une douille en laiton. L'ajustement du nombre de sacs permet d'allonger ou de raccourcir le tir sans modifier la hausse du tube, la charge maximale étant de 75 kg. Les douilles étant réutilisables plusieurs dizaines de fois, elles sont généralement conservées dans des paniers en osier lorsqu'elles ne sont pas utilisées, afin d'éviter les dommages qui pourraient faire échouer le tir. En dépit de ces précautions, les accidents de tir ne sont pas rares, notamment en raison de munitions défectueuses.
Lors des premiers essais, le prototype du Gamma-Gerät utilise des obus perforants de 1 160 kg. Ces projectiles, appelés Panzergranate (« grenade perforante »), ne comportent pas de charge explosive : ce sont des masses solides dont la pointe est renforcée et qui sont supposées faire s'effondrer les ouvrages fortifiés par la seule énergie de l'impact,. Le Panzergranate se montre toutefois peu efficace contre les ouvrages en béton armé et un nouveau projectile est introduit en 1912, le Langgranate (« grenade longue »). Celui-ci n'est plus un bloc solide : il contient une charge explosive de 100 kg, ce qui réduit aussi la masse totale de l'obus à 930 kg et permet donc d'accroître la portée à 14,2 km. Il peut être équipé d'une fusée percutante faisant exploser l'obus à l'impact ou de fusées à retard lui permettant de traverser la cuirasse d'un ouvrage avant d'exploser à l'intérieur,. Peu de temps après, à la fin de l'année 1912, un autre obus, initialement mis au point pour le M-Gerät, est adopté : le Langgranaten L/3,6, généralement plus simplement appelé M-Granate. Même s'il est plus léger, avec un poids total de 800 kg pour 144 kg d'explosif, il traverse plus efficacement le béton.
Pendant la Seconde Guerre mondiale, le Gamma-Gerät est doté d'un nouvel obus perforant en béton, le 42cm Sprgr Be, pesant 1 003 kilogrammes, auxquels s'ajoutent 77,8 kilogrammes de poudre de propulsion.

### Moyens humains
L'effectif normal d'une batterie KMK comptant deux pièces est de 240 hommes, dont six officiers, auxquels il faut encore ajouter les troupes du génie nécessaires aux travaux d'infrastructure et de mise en place des pièces. Une ou plusieurs sections d'infanterie sont également présentes en tant que détachement de sécurité.